# José Valencia Murillo
José Luis Valencia Murillo o José Valencia (19 de marzo de 1982, Quininde, Ecuador) es un exfutbolista ecuatoriano.

## Clubes
| Club                    | País         | Año         |
| ----------------------- | ------------ | ----------- |
| Delfín Sporting Club    | Ecuador      | 1998 - 1999 |
| Deportivo Maldonado     | Uruguay      | 1999 - 2001 |
| NEC Nijmegen            | Países Bajos | 2003 - 2004 |
| Willem II               | Países Bajos | 2004 - 2006 |
| FC Eindhoven            | Países Bajos | 2006 - 2009 |
| Wuppertaler SV Borussia | Alemania     | 2010        |
| LDU                     | Ecuador      | 2010 - 2011 |
| Cumbayá                 | Ecuador      | 2013        |

## Palmarés

### Campeonatos nacionales
| Título                 | Club | País    | Año  |
| ---------------------- | ---- | ------- | ---- |
| Campeonato Ecuatoriano | LDU  | Ecuador | 2010 |